# Ifo (Nigeria)
Ifo è una delle venti aree a governo locale (local government areas) in cui è suddiviso lo stato di Ogun, nella Repubblica Federale della Nigeria.
Si estende su una superficie di 521 km² e conta una popolazione di 524.837 abitanti.